# 遡求
| ウィキペディアには「遡求」という見出しの百科事典記事はありません（タイトルに「遡求」を含むページの一覧/「遡求」で始まるページの一覧）。 代わりにウィクショナリーのページ「遡求」が役に立つかもしれません。 |